# Бего I
Бего I (Beggo I, Bego, Biego, Picco, * 755/760; † 28 октомври 816) от фамилията Матфриди, е граф на Париж.

## Биография
Той е вторият син на граф Герхард I († 779) от Париж и на съпругата му Ротруда, дъщеря на Карлман, син на Карл Мартел (Каролинги).
До 811 г. Бего е граф на Тулуза и маркграф (marchio) на Септимания, херцог на Аквитания. Когато през 811 г. неговият по-голям брат Стефан от Париж умира, той го последва и е до смъртта си през 816 г. граф на Париж.
Бего I e през последните си години довереник на новия император.

## Фамилия
Първи брак: с жена с неизвестно име. Двамата имат една дъщеря:
- Сузана, която се омъжва за Адалхард († 890), граф на Париж 882 – 890

Втори брак: през 806 г. с Алпаис (* 794, † 852), извънбрачна дъщеря на крал Лудвиг Благочестиви (Каролинги). Те имат двама сина:
- Леутхард, (* 806, † 861/871), граф на Париж
- Еберхард, (* 808, † 861/871), ∞ NN